# Нижние Кибекси
Ни́жние Кибекси́ (чув. Анатри Кипекҫе) — деревня в Цивильском районе Чувашской Республики. Входит в состав Рындинского сельского поселения.

## География
Находится в северной части Чувашии на расстоянии приблизительно 6 км на запад по прямой от районного центра города Цивильск на правобережье реки Унга.

## История
Известна с 1858 года. В 1897 году здесь было 499 жителей, 1926—108 дворов, 599 жителей, 1939—607 жителей, 1979—429. В 2002 году 131 двор, 2010 — 97 домохозяйств. В период коллективизации был образован колхоз «Ĕмĕт», в 2010 году действовало ООО "Агрофирма «Кибекси».

## Население
Постоянное население составляло 227 человек (чуваши 95 %) в 2002 году, 245 в 2010.